# ديفيد أري ليون
ديفيد أري ليون (بالإنجليزية: David Ari Leon)‏ هو ملحن أمريكي، ولد في 12 ديسمبر 1967 في لوس أنجلوس في الولايات المتحدة.

## وصلات خارجية
- الموقع الرسمي
- ديفيد أري ليون على موقع IMDb (الإنجليزية)
- ديفيد أري ليون على موقع ميوزك برينز (الإنجليزية)
- ديفيد أري ليون على موقع ديسكوغز (الإنجليزية)